# Normbasierte Austauschschnittstelle
Die Normbasierte Austauschschnittstelle (NAS) ist eine Datenschnittstelle zum Austausch von Geoinformationen, die im Rahmen der Modellierung der Geoinformationssysteme AFIS, ALKIS und ATKIS durch die Arbeitsgemeinschaft der Vermessungsverwaltungen der Länder der Bundesrepublik Deutschland (AdV) definiert wurde. Es handelt sich um ein XML-basiertes Dateiformat. Daher besteht für Softwarehersteller die Möglichkeit, für die unterschiedlichen Anwendungen Importmöglichkeiten anzubieten.

## Verwendete Normen
Die NAS beruht unter anderem auf der Verwendung der folgenden Normen und Industriestandards:
1. UML 1.3:1999, Unified Modeling Language (UML), Object Management Group(OMG)
2. XML 1.0:1998, Extensible Markup Language (XML), W3C Recommendation, 6. Oktober 2000
3. XML Schema Part 1: Structures – W3C Recommendation, 2. Mai 2001
4. XML Schema Part 2: Datatypes – W3C Recommendation, 2. Mai 2001
5. XLink XML Linking Language (XLink) Version 1.0, W3C Recommendation 27. Juni 2001
6. OpenGIS Geography Markup Language (GML) Encoding Standard Version 3.2.1, Open Geospatial Consortium, 2007 (inhaltsgleich mit ISO 19136)
7. Web Feature Service (WFS) 1.0 Open Geospatial Consortium, 2002
8. Filter Encoding (FES) 1.0 Open Geospatial Consortium, 2002
9. ISO 19107 Geographic Information – Spatial Schema erhältlich beim Beuth-Verlag, Berlin
10. ISO 19111 Geographic Information – Spatial referencing by coordinates erhältlich beim Beuth-Verlag, Berlin
11. ISO 19118 Geographic Information – Encoding noch nicht in endgültiger Fassung erschienen

Sie ist das externe Modell des AFIS-ALKIS-ATKIS-Modells.

## Vergleich zu anderen Standards
Die von Stellen der öffentlichen Verwaltung definierten Schnittstellen sind teilweise sehr umfangreich definiert, so dass sie alle im Anwendungsbereich denkbaren Daten abbilden können. Für Nutzer genügen teilweise jedoch auch einfachere Strukturen. Die von der Verwaltung definierten Formate wurden in der Vergangenheit deshalb, wie zum Beispiel auch die Einheitliche Datenbankschnittstelle (EDBS), vom Nutzer nicht immer im erwarteten Umfang angenommen. Denn in Konkurrenz zu den Formaten der Verwaltung stehen die sogenannten Industriestandards. Sehr verbreitet sind dort derzeit DXF (Autodesk) und Shapefile (ESRI). MIF/MID (MapInfo) ist in Deutschland weniger häufig.
NAS ist mit DXF oder EDBS nicht vergleichbar, da die NAS die Geometrien bereits als Objekte abbildet und auch Fachinformationen und Objektbeziehungen beinhaltet sind.
Weder in NAS, Shape oder EDBS ist im Dateiformat definiert, wie die Elemente dargestellt werden sollen. Im Gegensatz zur NAS fehlt im Shape-Format auch die Möglichkeit der gegenseitigen Referenzierung von Objekten.
Die Marktdurchdringung der GIS-Dateiformate und damit auch die Frage, ob sich die NAS durchsetzt, hängt letztlich von der Politik der (internationalen) GIS-Firmen und der Verwaltung ab. Der in der GIS-Industrie zu erwartende nächste Schritt, ein GML-Import, ist in den Geoinformationssystemen bisher standardmäßig noch nicht getan, ist jedoch im Kommen. Da NAS GML enthält, ist eine leichtere Verbreitung als bei EDBS zu erwarten. 